# Heneage Finch (5e comte d'Aylesford)
Pour les articles homonymes, voir Heneage Finch.
Heneage Finch, 5e comte d'Aylesford (24 avril 1786 - 3 janvier 1859), est un pair britannique.

## Biographie
Il est le fils aîné de Heneage Finch (4e comte d'Aylesford). Il est appelé Lord Guernsey jusqu'à ce qu'il succède à son père en 1812. 
Il épouse en 1821 Augusta Sophia Greville, fille de George Greville (2e comte de Warwick). Ils sont les parents de Augusta Finch, née en 1822, et philanthrope et comtesse de Dartmouth. 
Il est haut commissaire de Sutton Coldfield de 1835 jusqu'à sa mort. Il est remplacé par son fils Heneage Finch (6e comte d'Aylesford)